# Pound (Wisconsin)
Pound – miasto w Stanach Zjednoczonych, w stanie Wisconsin, w hrabstwie Marinette.